# André Muffang
André Muffang (St. Brieuc, 25 luglio 1897 – Parigi, 1º marzo 1989) è stato uno scacchista francese.

## Principali risultati
- 1914:   3º nel quadrangolare di Parigi, dietro Alekhine e Marshall
- 1914:  vince il campionato del Café de la Régence di Parigi
- 1922:  vince il torneo triangolare di Parigi
- 1923:   2º-5º nel torneo di Margate (vinto da Grünfeld
- 1931:  vince a Lilla il 9º Campionato francese

Partecipò con la Francia a quattro olimpiadi degli scacchi:
- nel 1927 alle olimpiadi di Londra (+3 –3 =9)
- nel 1928 alle olimpiadi di L'Aia (+9 –0 =7),
- nel 1935 alle olimpiadi di Varsavia (+4 –4 =9)
- nel 1956 alle olimpiadi di Mosca (+3 –5 =7)

Vinse la medaglia d'argento individuale alle olimpiadi di L'Aia 1927.
Nel 1951 la FIDE gli attribuì il titolo di Maestro Internazionale.